# Le Massif
Le Massif är en vintersportort nordöst om staden Québec i provinsen Québec i Kanada. Skidturismen tog fart under sent 1970-tal, och härifrån kan man se Saint Lawrencefloden.

## Sport och fritid
Tävlingar vid juniorvärldsmästerskapen i alpin skidsport 2006 avgjordes här.

### Fotnoter
1. ↑  ”Results FIS Alpine Junior World Ski Championships” (på engelska). FIS. 28 februari-8 mars 2006. http://data.fis-ski.com/alpine-skiing/results.html?place_search=&seasoncode_search=2006&sector_search=AL&date_search=&gender_search=&category_search=WJC&codex_search=&nation_search=&disciplinecode_search=&date_from=today&search=Search&limit=50. Läst 11 februari 2014.